# Josef Duile
Josef Duile (auch Giuseppe oder Joseph) (* 19. März 1776 in Graun, Südtirol; † 3. Februar 1863 in Innsbruck) war ein Techniker und Pionier der Wildbachverbauung.

## Leben
Josef Duile begann 1798 seine Laufbahn als Baudirektionspraktikant in Innsbruck. Sein weiterer Weg führte ihn als Bezirks-Ingenieur nach Klausen (1805), als königlich-bayerischen Straßen- und Wasserbauinspektor nach Bozen (1806) und 1808 nach Rovereto. Nach der Rückgabe Tirols an Österreich wurde Duile als Kreisingenieur in Bozen eingesetzt. 1816 kam er als Baudirektions-Adjunkt nach Innsbruck. Hier stieg er zwischen 1820 und 1826 vom dritten zum ersten Baudirektions-Adjunkt auf und hatte damit bis zu seiner 1843 erfolgten Pensionierung in der Hierarchie den zweiten Platz nach dem Baudirektor inne.
Duile begründete neben anderen die Theorie der Wildbachverbauung und war am Ausbau von Brennerpass und Arlbergstraße sowie an der Rheinregulierung beteiligt. Unter seiner Leitung wurde auch die Kettenbrücke bei Mühlau nahe Innsbruck Anfang der 1840er-Jahre errichtet. Darüber hinaus wurde er 1841 von der Kantonsregierung in Glarus mit der Erarbeitung von Entwürfen für die Verbauung der Wildbäche in diesem Kanton beauftragt. Die Gründung des Kurortes Obladis wird ebenfalls ihm zugeschrieben.
Das von Josef Duile 1826 verfasste Buch Über Verbauung der Wildbäche in Gebirgsländern, vorzüglich in der Provinz Tirol, und Vorarlberg soll lange zur besten einschlägigen Literatur gezählt haben.
Nach Josef Duile wurde die Duilestraße in Innsbruck benannt, weitere Straßen existieren in Graun und Brixen. Auch die Grundschule von Graun wurde nach ihm benannt.